# Стефан Митић
Стефан Митић, познатији као Стефан тићМи (Лесковац, 19. јануар 1992) српски је писац за децу и одрасле.

## Биографија
Дипломирао је на Факултету спорта и физичког васпитања у Нишу.
По мотивима из књиге „Ја сам Акико”, која је награђена и наградом „Политикиног забавника” и плакетом „Дјечја књига године” на Међународном фестивалу Трг од књиге у Херцег Новом, настала је истоимена представа у копродукцији Фестивала еколошког позоришта за децу и младе и Културног центра Панчева у мају 2021. године у режији Миље Мазарак, у извођењу Софије Мијатовић.
Његова књига „Капут од маховине” уврштена је међу 200 најбољих светских књига за децу 2021. године.
Један је од оснивача Омладинског клуба Анчики, непрофитне организације у насељу Анчики, у којем је, заједно са својим пријатељима, од напуштене куће направио малу бесплатну библиотеку са преко 5.000 књига, што их је довело до одељка Хероји недеље у емисији „Да можда не“ код Оливере Ковачевић на РТС-у и до специјалне награде за ентузијазам и велики допринос култури Фондације „Тање Петровић“.
Стефан је широј јавности познат као особа која је превела поезију на знаковни језик, прилагођену глувим и наглувим особама захваљујући особама из Удружења глувих и наглувих у Нишу.
Крајем 2016. године његов лик је, поред осам млaдих Лесковчана, био осликан као мурал на зиду Главне аутобуске станице у оквиру пројекта „И ти можеш да инспиришеш“ и послужио је као инспирација младим људима у Лесковцу. Добитник је награде Змајев песнички штап, коју додељују Змајеве дечје игре, јуна 2023. године.

## Дела
- У'ватиле ме лутке, Арте, 2015.[7]
- Ја сам Акико, Лагуна, 2018.[8]
- Капут од маховине, 2020.[9]